# 平井一三
平井 一三（ひらい かずみ、1954年4月3日 - ）は、日本の政治家。福岡県筑紫野市長（1期）。元福岡県議会議員（3期）、元筑紫野市議会議員（1期）。

## 来歴
福岡県筑紫野市出身。福岡大学大濠高等学校を経て、九州工業大学工学部開発土木工学科卒。建設会社やコンサルタント会社に勤務した後、家業の有限会社徳光興産に入り、代表取締役に就任する。
2007年筑紫野市議会議員に当選。2011年福岡県議会議員選挙に自由民主党公認で立候補し、当選。3期務める。
2023年1月22日の筑紫野市長選挙では自由民主党筑紫野市支部の推薦を受け出馬。自民党福岡県連は現職の藤田陽三を推薦したため分裂選挙となった。12年振りの選挙戦となり初当選。2023年2月1日に就任した。